# Jamides eyria
Jamides eyria är en fjärilsart som beskrevs av Hans Fruhstorfer 1921. Jamides eyria ingår i släktet Jamides och familjen juvelvingar. Inga underarter finns listade i Catalogue of Life.